# Lambdina fiscellaria
Espèce
Lambdina fiscellaria est une espèce d'insectes lépidoptères de la famille des Geometridae, originaire d'Amérique du Nord.
Cette espèce ravageuse est appelée « arpenteuse de la pruche » sous sa forme chenille. Elle a détruit plusieurs millions d’hectares de conifères durant l'histoire du Canada et y est donc un défoliateur de première importance.

## Description
- Les œufs sont ovoïdes (0,9 mm), vert pâle de couleur brun cuivre, groupe de 2 ou 3
- La chenille à maturité mesure jusqu’à 30 mm de longueur. Elle dispose trois paires de fausses pattes abdominales. La tête est grise, avec huit gros points noirs bien visibles. Le reste du corps est gris pâle à gris foncé, avec un réseau complexe de lignes longitudinales alternativement grises et crème et quatre gros points foncés sur le dessus de chaque segment abdominal.
- La pupe est fusiforme de 20 mm, de couleur jaune miel
- Le papillon est beige crème et possède deux ailes antérieures qui possèdent deux lignes transversales brunes étroites et brisées. Ses ailes postérieures ont une ligne transversale.

### Nourriture
Les nourritures de prédilection sous forme chenille sont la pruche du Canada, le sapin subalpin, le sapin baumier, l’épinette blanche et le mélèze laricin, mais aussi dans une moindre mesure le bouleau à papier, le peuplier faux-tremble, les saules, l'épinette noire, l'érable à sucre.

### Expansion
Les pullulations de l’arpenteuse sont caractérisées par leur apparition et disparition subites.

### Biologie
Cette espèce hiberne (diapause) au stade d’œuf, ceux-ci étant dispersés un peu partout dans l'environnement. Les œufs éclosent entre la fin de mai et le début de juin. Le nombre de stades larvaires est de quatre ou cinq, selon les régions. Le synchronisme entre l'émergence larvaire et le développement des bourgeons est critique à la survie de la chenille qui n'a qu'une cinquantaine de jours pour former sa chrysalide. Les jeunes chenilles s’attaquent d’abord au nouveau feuillage, mais les chenilles plus âgées consomment le feuillage de tout âge. Les chenilles gaspillent d’importantes quantités de nourriture et laissent derrière elles de nombreuses feuilles partiellement consommées. La chrysalide se forme sur le feuillage ou le tronc des arbres hôtes ou dans la litière, entre la fin de juillet et le début de septembre. En période de forte infestation, les arbres sont alors couverts de fils de soie produits par les larves lors de leur descente des arbres à la recherche de nourriture ou de sites de nymphose. La vie nymphale dure 10 à 14 jours. Les adultes émergent et sont actifs en septembre et en octobre. les femelles déposent alors de 50 à 200 œufs isolément ou par groupe de deux ou trois dans divers abris tels que les cavités des branches, le lichens, etc.
L’insecte n’a qu’une seule génération par année (espèce univoltine).

### Sous-espèces
- Lambdina fiscellaria fiscellaria (Guenee) ou arpenteuse de la pruche
- Lambdina fiscellaria lugubrosa (Hulst) ou arpenteuse de la pruche de l'ouest
- Lambdina fiscellaria somniaria (Hulst) ou arpenteuse occidentale du chêne

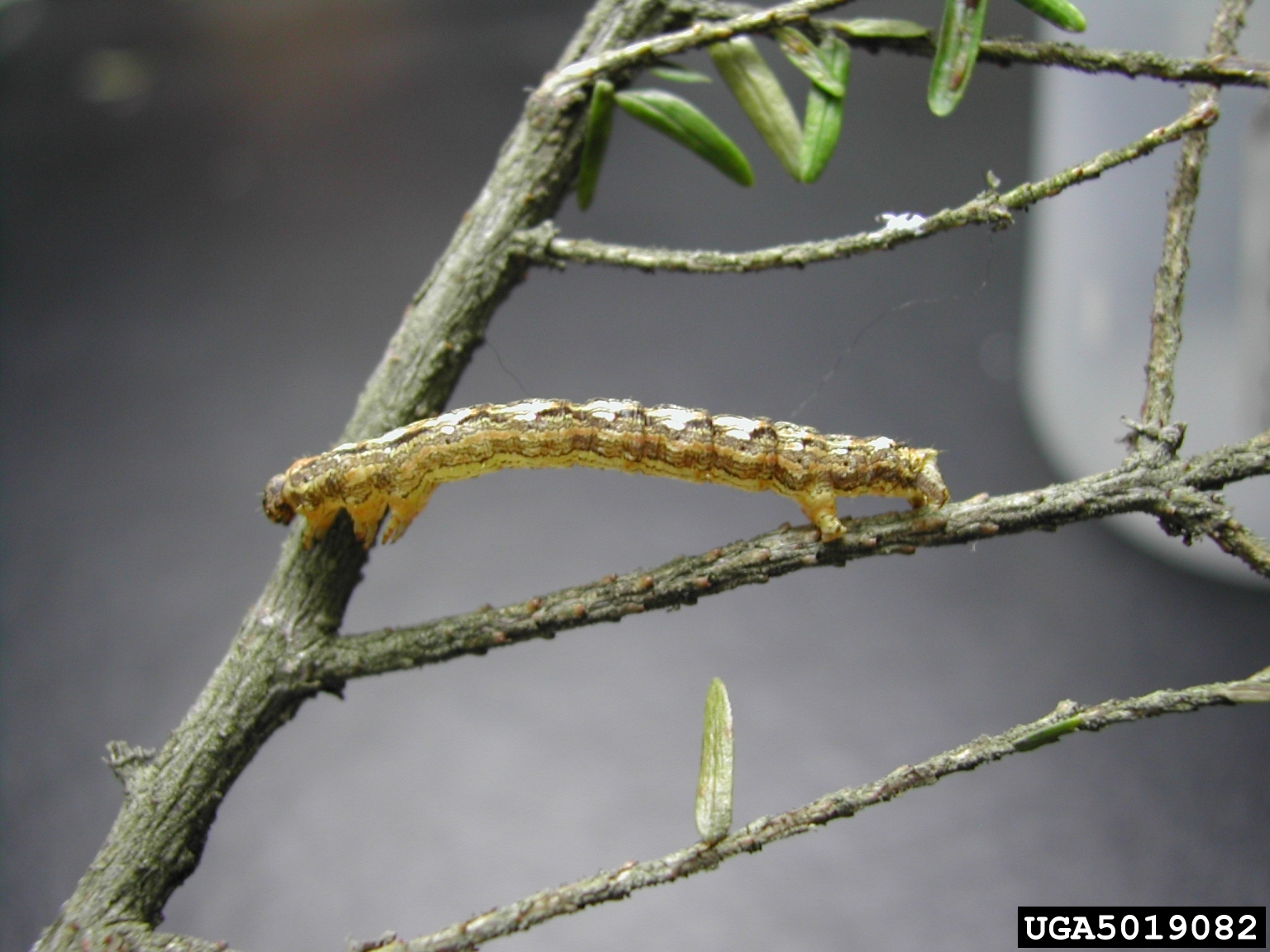
Chenille Lambdina fiscellaria fiscellaria
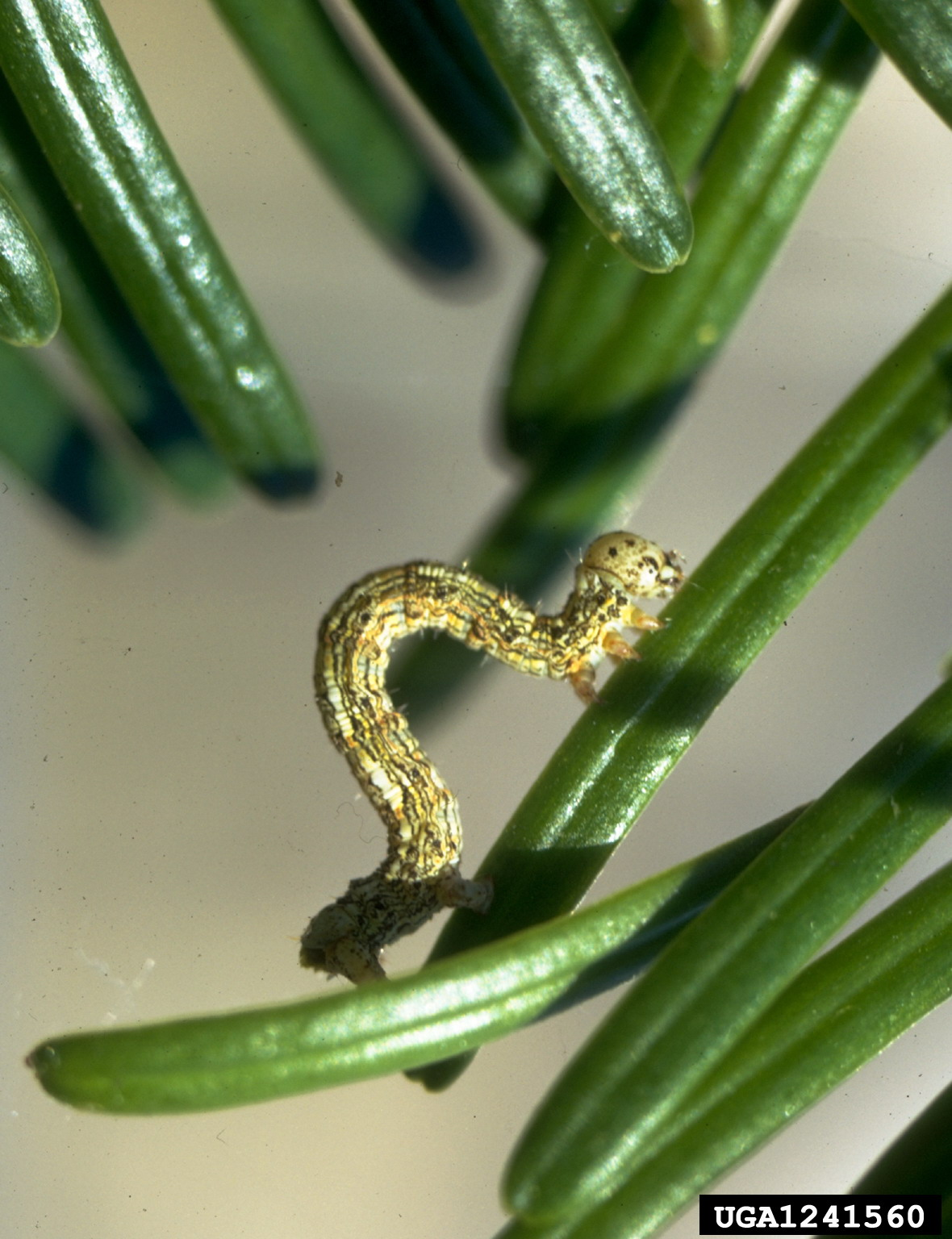
Chenille Lambdina fiscellaria lugubrosa
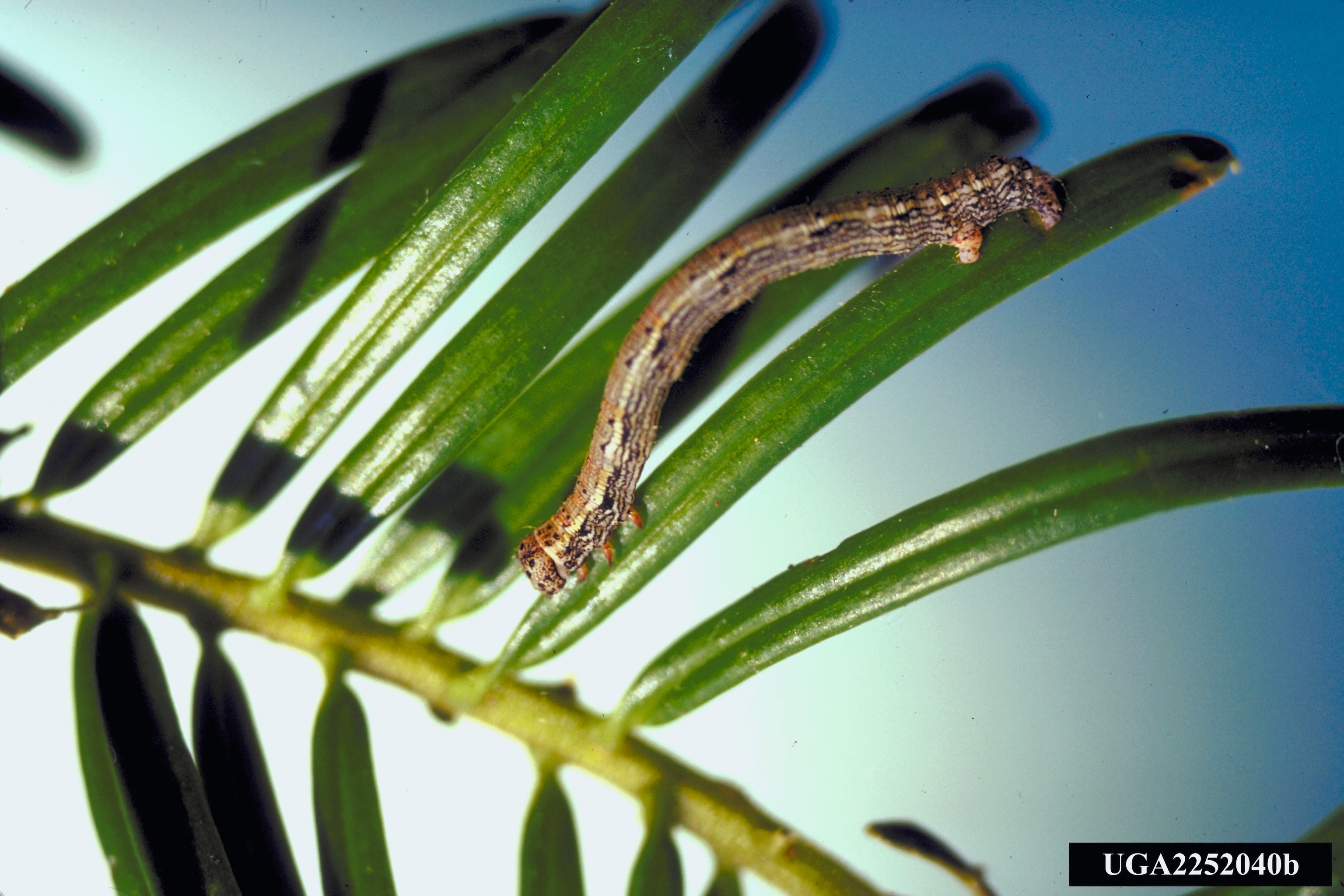
Chenille Lambdina fiscellaria somniaria

## Répartition
L'espèce se rencontre dans la région de la Rivière de la Paix, dans le nord-est de la Colombie-Britannique. Vers l’est, elle est présente jusqu’à Terre-Neuve, et vers le sud, jusqu’en Géorgie.
Ainsi qu'en France.

## Dégâts
Les chenilles sévissent habituellement dans les peuplements à maturité où elles se développent très rapidement. Le dommage est apparent sur les conifères en période épidémique vers la fin de juillet et le début d’août. Les arbres prennent alors une coloration rougeâtre très caractéristique des pullulations de l’arpenteuse de la pruche. Les aiguilles grignotées par la larve sèchent, rougissent et finissent par tomber à l’automne. Les défoliations graves, dès la première année de dommage, peuvent entraîner une réduction de la croissance, le dépérissement de la cime et même la mort des arbres attaqués.

## Lutte contre la chenille
Entre 1910 et 1975, les pullulations ont causé des pertes évaluées à 12 millions de mètres cubes de bois à Terre-Neuve et à 24 millions de mètres cubes de bois au Québec. Depuis ce temps, d’autres infestations se sont produites et ont causé des pertes en bois dans les régions du Bas-Saint-Laurent, de la Gaspésie, de l’Île d’Anticosti et, dernièrement, de la Côte-Nord.
L’insecte est sous la surveillance par le Ministère des Forêts, de la Faune et des Parcs du Québec (MFFP) et de la Société de protection des forêts contre les insectes et les maladies (SOPFIM) afin de prévenir une autre invasion.

### Lutte bactériologique
Lors de grandes épidémies, un programme d’arrosage aérien au Bacillus thuringiensis var.kurstaki (B.t.k.) est mis en place pour lutter contre l’arpenteuse de la pruche. Cet insecticide biologique est le produit le plus fréquemment utilisé depuis une dizaine d’années.

### Ennemis naturels
Deux champignons, 12 espèces d'insectes parasitoïdes dont Telenomus sp, un parasitoïde des œufs, jouent un rôle important dans la dynamique des populations de la chenille.